# George J. Mitchell
George John Mitchell (ur. 20 sierpnia 1933 w Waterville, Maine) – amerykański polityk, działacz Partii Demokratycznej. W latach (1980–1995) reprezentował rodzinny stan Maine w Senacie Stanów Zjednoczonych, gdzie przez sześć ostatnich lat (tj. 1989–1995) był liderem większości, czyli jedną z najbardziej wpływowych osób w Kongresie i na amerykańskiej scenie politycznej. Był także przez rok (1987–1988) zastępcą przewodniczącego pro tempore Senatu.
W późniejszych latach Mitchell był także prezesem Disneya oraz mediatorem w konflikcie w Ulsterze.

## Wczesne lata
Mitchell urodził się w Waterville w Maine. Jego ojciec, także noszący imię George, był robotnikiem. Matka zaś, Mary Saad, wyemigrowała z Libanu w wieku 18 lat. W Ameryce także pracowała jako robotnica w przemyśle tekstylnym.
Po ukończeniu miejscowych szkół publicznych w 1954 ukończył studia na Bowdoin College. W 1961 zaś wydział prawa prestiżowego Uniwersytetu Georgetown. W 1960 przyjęto go do palestry zarówno w Maine jak i Waszyngtonie.
W latach 1960–1962 pracował jako prawnik procesowy w wydziale antymonopolowym Departamentu Sprawiedliwości. Następnie (1962–1965) był asystentem senatora Edmunda Muskiego. Po zakończeniu pracy u niego prowadził własną praktykę w Portland (Maine, 1965–1977). Prócz tego w 1971 był asystentem prokuratora Cumberland County.

## Wczesna kariera publiczna
W 1974 zdobył nominację demokratów z Maine jako kandydat na gubernatora, pokonując w prawyborach Josepha Brennana, który później sam zdobył to stanowisko. Mitchell przegrał, podobnie jak kandydat Partii Republikańskiej, z niezależnym kandydatem Jamesem B. Longleyem.
Jego kariera nie uległa jednak załamaniu, gdyż w 1997 prezydent Jimmy Carter mianował go prokuratorem federalnym na Maine. Pełnił tę funkcję do 1979, kiedy mianowano go z kolei sędzią sądu federalnego.

## Senator
Po rezygnacji z mandatu Muskiego, który został sekretarzem stanu, dawny oponent Mitchella, gubernator Brennan, mianował go senatorem w celu zapełnienia wakatu. Mitchell po dokończeniu kadencji Muskiego był wybierany dwukrotnie na własne sześcioletnie kadencję: w 1982 i 1988.
W czasie blisko 15 lat w izbie wyższej Kongresu Mitchell szybko awansował w jego hierarchii. Podczas poważnej choroby przewodniczącego pro tempore Johna C. Stennisa był jego zastępcą. Kiedy w 1989 ówczesny lider większości Robert Byrd sam został przewodniczącym pro tempore, jego następcą został właśnie senator z Maine.
Zaliczający się raczej do liberalnego skrzydła partii Mitchell w czasie dwóch ostatnich lat swej kadencji lidera większości (1993–1995) aktywnie uczestniczył z przepchnięciu przez Senat pakietu udanych reform gospodarczych prezydenta Billa Clintona. Nie ubiegał się o trzecią pełną kadencję.
Mimo wysokiej pozycji przez całą swą kadencję był młodszym senatorem (ang. junior senator), albowiem drugim senatorem z Maine był William Cohen, który piastował mandat w latach 1979–1997.
W 1994 Clinton oferował Mitchellowi fotel sędziego Sądu Najwyższego, ale ten odmówił przyjęcia tej godności.

### Wyniki wyborów
- 1982
  - George Mitchell (Demokrata) – 61%
  - Dave Emery (Republikanin) – 39%

- 1988
  - George Mitchell (Demokrata) – 81%
  - Jasper Wyman (Republikanin) – 19%

## Po opuszczeniu Senatu
Po opuszczeniu swego miejsca w Senacie Mitchell był wspólnikiem i prezesem kilku wpływowych firm prawniczych w Waszyngtonie.
Od 1995 aktywnie uczestniczył też w procesie pokojowym w Ulsterze. Początkowo przewodniczył komisji która skłoniła wszystkie partie w tym regionie do przyjęcia metod walki wyłącznie politycznej, bez stosowania przemocy.
Przewodniczył też udanym negocjacjom w traktacie pokojowym z Belfastu z 1998. Uważa się powszechnie, że osiągnięto porozumienie w głównej mierze dzięki jego interwencjom.
Od 4 marca 2004 do 1 stycznia 2007 był prezesem Disneya, w którego radzie nadzorczej zasiadał od 1995. Poza tym jest kanclerzem uniwersytetu w Belfaście oraz twórcą stypendium swego imienia, które umożliwia amerykanom studia w obu Irlandiach. Założył też Mitchell Institute w Portland.
W 2000 i 2004 był wymieniany jako potencjalny kandydat na sekretarza stanu jeżeli demokraci wygraliby wybory, z uwagi na swoje sukcesy w Ulsterze i dawną pozycję w Senacie.